# Rosendahl
Rosendahl est une commune de Rhénanie-du-Nord-Westphalie (Allemagne), située dans l'arrondissement de Coesfeld, dans le district de Münster, dans le Landschaftsverband de Westphalie-Lippe. Cette ville est jumelée avec Parné sur Roc, Entrammes et Forcé. (53260)

## Personnalités liées à la ville
- Édouard de Salm-Horstmar (1841-1923), général né au château de Varlar (de)

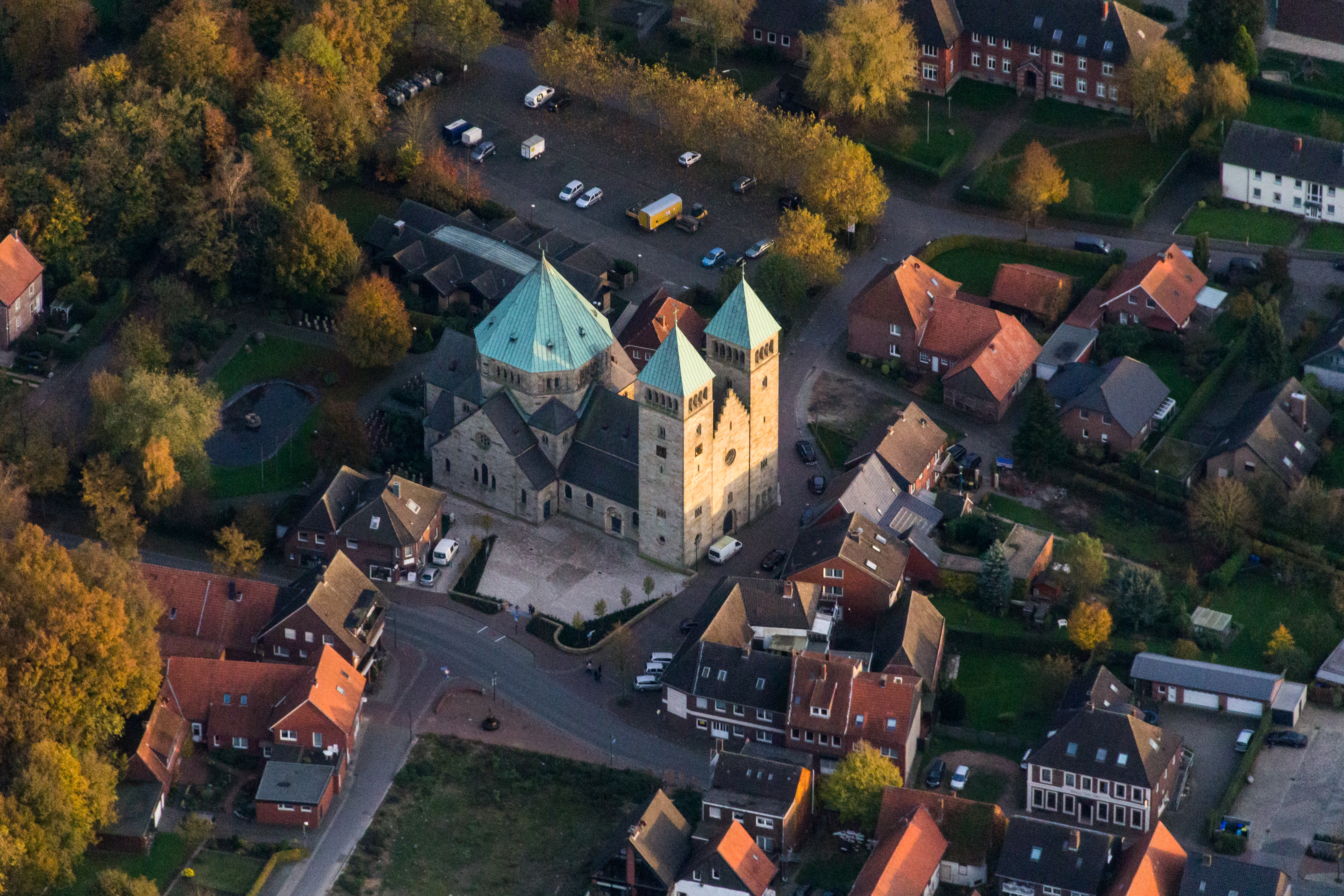
Ss.-Fabian-und-Sebastian-Church, Osterwick
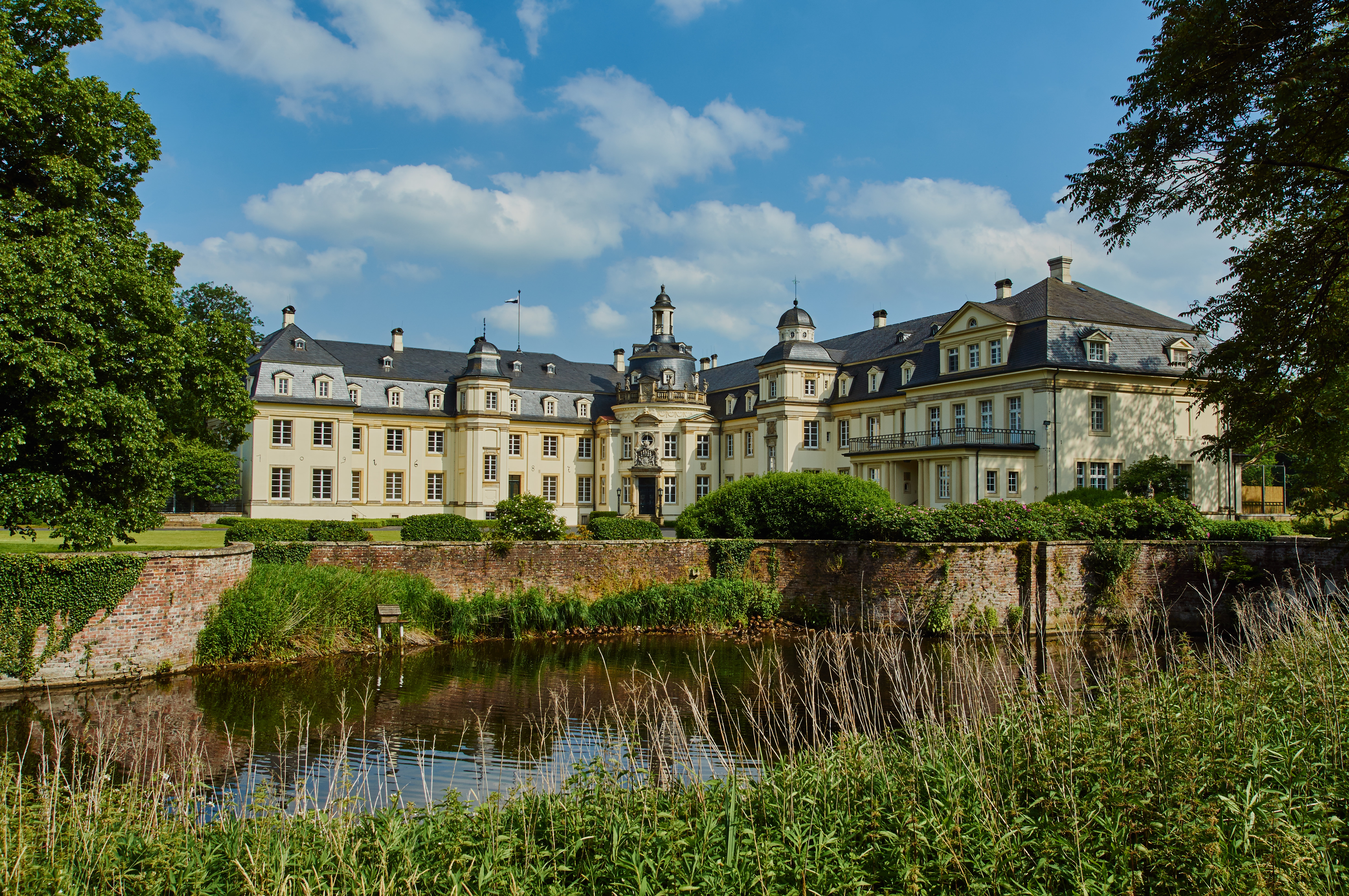
Château de Varlar